# Botevgrad
Botevgrad (búlgaro: Ботевград) é uma cidade da Bulgária, localizada no distrito de Sófia. A sua população era de 20,544 habitantes segundo o censo de 2010.

## População
| Botevgrad | Botevgrad | Botevgrad | Botevgrad | Botevgrad | Botevgrad | Botevgrad | Botevgrad | Botevgrad | Botevgrad | Botevgrad | Botevgrad | Botevgrad | Botevgrad | Botevgrad | Botevgrad | Botevgrad | Botevgrad | Botevgrad | Botevgrad |
| --- | --------- | --------- | --------- | --------- | --------- | --------- | --------- | --------- | --------- | --------- | --------- | --------- | --------- | --------- | --------- | --------- | --------- | --------- | --------- |
| Ano | 1887      | 1910      | 1934      | 1946      | 1956      | 1965      | 1975      | 1985      | 1992      | 2001      | 2002      | 2003      | 2004      | 2005      | 2006      | 2007      | 2008      | 2009      | 2010      |
| População |           |           |           | 6,079     | 8,646     | 12,043    | 17,774    | 22,449    | 23,006    | 21,545    | 21,505    | 21,284    | 20,728    | 20,468    | 20,346    | 20,504    | 20,585    | 20,578    | 20,544    |
| Fontes: Instituto Nacional de Estatísticas, „citypopulation.de“, „pop-stat.mashke.org“, Bulgarian Academy of Sciences |           |           |           |           |           |           |           |           |           |           |           |           |           |           |           |           |           |           |           |